# Jökulsá á Fjöllum
Die Jökulsá á Fjöllum (deutsch „Gletscherfluss auf den Bergen“, gemeint ist im Hochland) ist mit 206 km Länge der zweitlängste Fluss Islands und entspringt am Brúarjökull, einem der Talgletscher des Eisschildes Vatnajökull. Sie strömt größtenteils durch das unbewohnte Hochland im Nordosten Islands und mündet unweit von Kópasker in den Öxarfjörður.

## Allgemeine Charakteristika
Die Jökulsá á Fjöllum verfügt mit 7.380 km² über das größte Einzugsgebiet aller Flüsse Islands. 1989 waren davon noch 1.800 km² von Gletschereis bedeckt.
Ihre mittlere Wassermenge beträgt am Wasserfall Dettifoss 183 m³/s,. Wie die aller Gletscherflüsse, ist sie jedoch starken und schnellen Veränderungen unterworfen. Am 30. Juli 2011 um 6h morgens betrug sie z. B. unweit des Dettifoss bei Grímsstaðir 583 m³/s., was in dem Fall sowohl von der gestiegenen Außentemperatur (bis zu 18 °C am 29.7.), als auch von gestiegener vulkanischer Aktivität im Osten des Vatnajökull unter Bárðarbunga und Hamarinn herrührte.
Wie alle Gletscherflüsse trägt auch die Jökulsá á Fjöllum große Mengen an Geröll in den Mündungsbereich ein, die sich durchschnittlich auf insgesamt etwa 8 Millionen Tonnen im Jahr belaufen.

## Flussverlauf

### Oberlauf
Seinen Ursprung hat der Fluss zwischen Dyngjujökull und Brúarjökull, zwei Talgletschern des Vatnajökull. Im Einschnitt (isl. kverk) zwischen diesen beiden Gletschern erhebt sich das Gebirgsmassiv der Kverkfjöll. Die Quellwasser der Jökulsá á Fjöllum kommen zunächst vom Gletscher Dyngjujökull. Etliche Zuflüsse entstammen auch den Kverkfjöll und dem Brúarjökull, von denen die Kreppa der größte ist. Nachdem beide Flüsse 40 km mehr oder weniger parallel zueinander dahinströmen, mündet diese unterhalb der Herðubreið in die Jökulsá á Fjöllum, die bis dahin nach Nordosten floss.

### Mittellauf
Von da an wird der Fluss breiter und strömt durch das Ódáðahraun, ein großenteils wüstenhaftes, von erodierten Lava- und Aschenfeldern geprägtes Gebiet. Der Strom ist nun mehr oder weniger nach Norden ausgerichtet und folgt schließlich dem Gebirgszug der Hólsfjöll, nach dem er benannt ist.

### Unterlauf
Auf den letzten ca. 50 km ergießt sich der zum Strom gewordene Fluss nacheinander über drei große Wasserfälle, den Selfoss, den Dettifoss und den Hafragilsfoss, um schließlich durch eine durch ihn selbst geschaffene tiefe dreiteilige Schlucht Jökulsárgljúfur ins Unterland einzutreten.

### Mündungsbereich im Kelduhverfi
Ab der Höhe von Ásbyrgi strömt der Fluss noch ca. 20 km in mehreren Armen nach Norden, um schließlich im Kelduhverfi in der Bucht des Öxarfjörður in die Grönlandsee zu münden.

## Geologie: Vulkanausbrüche und Gletscherläufe
Das Einzugsgebiet dieses Flusses befindet sich mitten auf dem nördlichen Arm der aktiven Rift- und Vulkanzone Islands (NVZ) und ist deswegen besonders reich an geologischen Phänomenen. Man findet hier Palagonitkegel und -rücken, große Lavafelder, Schildvulkane, Zentralvulkane wie Askja, Bárðarbunga und Kverkfjöll, tiefe Schluchten und in Form des Vatnajökull einen der größten Eisschilde Europas. Die Landschaft ist geprägt von bedeutenden Spuren von Vulkanausbrüchen, teilweise auch unter Gletschern und Gletscherläufen enormen Ausmaßes.
Auf den letzten 30 km seines Laufes hat die Jökulsá á Fjöllum die Landschaft in besonderer Weise geprägt. Hier strömt sie über die Wasserfälle Selfoss, Hafragilsfoss und Dettifoss und durch die Schlucht Jökulsárgljúfur im gleichnamigen Nationalpark. Diese Schlucht schufen Gletscherläufe des Vatnajökull vor ca. 7.100, 4.600, 3.000 und 2.000 Jahren, die vermutlich durch Eruptionen der Kverkfjöll bzw. der Bárðarbunga ausgelöst wurden. Beim letzten dieser Gletscherläufe ergossen sich bis zu 500.000 m³/s Wasser durch das Flusstal, vertieften dabei die Schlucht und schufen die buchtartige Felsenformation von Ásbyrgi, die inzwischen allerdings nicht mehr vom Fluss, der sich einen anderen Lauf gesucht hat, durchströmt wird.
Am Wasserfall Hafragilsfoss und im Vesturdalur (ein Tal im heutigen Jökulsárgljúfur-Nationalpark) formten zudem vor ca. 6.000 Jahren Vulkanausbrüche aus Spalten direkt unter dem Fluss, die dem Vulkansystem der Askja zuzurechnen sind, die Landschaft in enormen hydromagmatischen Explosionen. Später hat sich die Jökulsá á Fjöllum wieder ein Bett durch die Tephraschichten, Laven und Dykes gebahnt.

## Jökulsárgljúfur-Nationalpark
Besonders schützenswerte Abschnitte des Flussverlaufs wurden Teil des Jökulsárgljúfur-Nationalparks, der inzwischen Teil des Vatnajökull-Nationalparks ist.